# 开门红
《开门红》是中国大陆的一首流行歌曲，初在1998年10月1日发行，由洛兵作词，戚建波作曲，并由汤灿和火风演唱，並且登上過2000年中国中央电视台春节联欢晚会。这首歌是中国大陆一些1970至1990年代出生的人的婚礼曲目。

## 荣誉
2017年1月1日，《开门红》成为中国中央电视台音乐频道2016星光璀璨跨年演唱会的开场曲。